# Юханссон, Рольф
Рольф Ю́ханссон (швед. Rolf Johansson; род. 21 июля 1944, Стокгольм) — шведский спортсмен, занимавшийся на уровне национальных сборных Швеции различными паралимпийскими видами спорта: паралимпийской лёгкой атлетикой, баскетболом сидя, гонками на санях по льду, следж-хоккеем, кёрлингом на колясках. Выступал на летних и зимних Паралимпийских играх, на чемпионатах мира.

## Кёрлинг на колясках
Играл в основном на позиции второго.

### Достижения
- Зимние Паралимпийские игры: бронза (2006).

### Команды
| Сезон   | Четвёртый    | Третий       | Второй         | Первый           | Запасной       | Тренер                        | Турниры            |
| ------- | ------------ | ------------ | -------------- | ---------------- | -------------- | ----------------------------- | ------------------ |
| 2003—04 | Ялле Юнгнелл | Гленн Иконен | Бернт Шёберг   | Анетте Вильгельм | Рольф Юханссон | Thomas Wilhelm                | ЧМК 2004 (7 место) |
| 2004—05 | Ялле Юнгнелл | Гленн Иконен | Рольф Юханссон | Анетте Вильгельм | Бернт Шёберг   | Олле Брудстен, Thomas Wilhelm | ЧМК 2005 (4 место) |
| 2005—06 | Ялле Юнгнелл | Гленн Иконен | Рольф Юханссон | Анетте Вильгельм | Бернт Шёберг   | Олле Брудстен, Thomas Wilhelm | ЗПИ 2006           |

(скипы выделены полужирным шрифтом)